# متحف الوايلي
متحف الوايلي أحد متاحف مدينة الرياض , أسسه عوض فارس دعاس الخمعلي العنزي، يتكون المتحف من ثلاث قاعات ومقدمة تضم ما يقارب 400 قطعة تشمل بعض العملات المعدنية والورقية كما تشمل بعض الأدوات الخوصية وكذلك الأدوات المصنوعة من الجلد كالقرب والنطع الذي يحمل فيه الطفل وقت السفر والأدوات النحاسية المتمثلة في دلال القهوة والشت لحفظ الفناجيل وقت السفر وكذلك بعض السحال والصفاري لغرض حفظ مياه الشرب كما تضم بعض الحلي النسائية وأدوات الزينة وكذلك الأدوات الحجرية، وقد تم عرض موحتويات المتحف التراثية من خلال تلك القاعات مرتبة حسب الوظيفة والمادة وذلك بوضع معروضات متحفه داخل دواليب أو على أرفف، وأما القطع التراثية ذات الحجم الثقيل فمعروضة على الأرض مباشرة وقد تم تعليق البعض منها.